# Way Out West (band)
Way Out West is een Britse danceact dat voornamelijk actief is in het genre progressive house. Het bestaat uit het duo Nick Warren en Jody Wisternoff. Ze hebben meer dan 25 jaar samen geproduceerd en opgetreden en hebben allebei tevens succes gehad als respectievelijk solo-muzikanten en dj's. Ze staan tevens bekend om hun remixen voor artiesten als Sasha, Reel 2 Real, Paul van Dyk, Orbital, BT en Tiësto.
Ze kwamen oorspronkelijk uit Bristol en werden in de jaren 1990 bekend met hun singles The Gift en Ajare. Hun debuutalbum Way Out West werd in 1997 uitgebracht en had kritisch en commercieel succes. De opvolger Intensify uit 2001 oogstte ook succes, samen met de singles The Fall, Intensify en Mindcircus, waarvan de laatste de eerste plaats bereikte in de Britse dance-hitlijsten.
Way Out West werd in 2004 tijdelijk een trio met de toevoeging van zangeres Omi (Emma Everett) voor het derde studioalbum Don't Look Now. In 2009 werd het vierde album We Love Machine uitgebracht, en na een onderbreking van bijna acht jaar brachten ze in 2017 het vijfde album Tuesday Maybe uit.

## Bezetting
Leden
- Jody Wisternoff
- Nick Warren

Voormalige leden
- Emma Everett

## Biografie

### 1992-1997:Way Out West
Begin jaren 1990 ontmoette het duo elkaar in een platenwinkel waar Nick Warren werkte en ontdekte hun vergelijkbare interesse in muziek. Vervolgens produceerden ze aanvankelijk muziek onder de namen Sub-Version 3 en Echo, terwijl ze ook remixen uitbrachten als Way Out West als bijproject. De groep viel op met een remix van het nummer Le voie de soleil van Subliminal Cuts. Het leverde het duo een contract op bij deConstruction. Daar verschenen enkele singles, waaronder Shoot, Montana en Ajare. Ajare werd een clubhit en piekte dat jaar aanvankelijk op de 52e plaats in de Britse dance-hitlijsten. In 1996 bracht het duo nog twee singles uit: Domination en de Britse Top 15-hit The Gift (met de coverversie van Joanna Law van The First Time Ever I Saw Your Face). The Gift zou later worden gebruikt voor het titelthema van de MTV-tv-show True Life.
Op 1 september 1997 bracht het duo hun gelijknamige debuutstudio-album Way Out West uit. Het album bevatte de meeste van hun vorige singles en bracht ook de singles Blue voort (een herinterpretatie van het thema uit de film Withnail and I) en een heruitgave van Ajare uit 1997, die meer succes boekte dan het origineel en de 36e positie behaalde in het Verenigd Koninkrijk.
Nick Warren groeide daarna uit tot een populaire dj en mocht meerdere Global Underground-albums te mixen. Ook mocht hij in 1999 de eerste aflevering van de Back to Mine-reeks samenstellen.

### 2000–2002:Intensify
In 2000 ging het label deConstruction failliet. Daarom verhuisde de groep naar Distinct'ive Records. Op 27 november 2000 bracht Way Out West hun single The Fall uit, een sample van Coldcut's cover van Autumn Leaves. The Fall piekte op #61 in de Britse singlelijsten en werd gevolgd door de laatste publicatie van de groep op BMG, de ep UB Devoid. Twee van de nummers van de ep zouden later op hun toen aankomende album verschijnen.
Op 20 augustus 2001 bracht Way Out West hun tweede studioalbum Intensify uit. De publicatie van het album werd gekenmerkt door een overstap van de ter ziele gegane Deconstruction Records naar Distinctive Records en een verandering in hun geluid, van clubinstrumentals en gesamplede zang naar een mix van clubtracks en originele songs. Op het album werd meer met vocalisten gewerkt waaronder Kirsty Hawkshaw. De single Mindcircus met Tricia Lee Kelshall was in de winter van 2001 een hit, en bereikte de eerste positie in de Britse dance-hitlijsten. Het nummber Activity van dit album verscheen ook in het PlayStation 2-spel Kinetica en Paul van Dyks album The Politics of Dancing uit 2001.

### 2003-2004:Don't Look Now
In 2003 bracht het duo het nummer Killa uit, dat later werd geremixt door Orkidea en de populariteit van de club verdiende. Killa werd ook gebruikt in het computerspel Juiced uit 2005.
In 2004 werd Way Out West een trio met de toevoeging van zangeres Omi (Emma Everett), het enige derde lid van de groep. Ook werken ze samen met producer Ulrich Schnauss. Later dat jaar bracht de groep vervolgens hun derde studioalbum Don't Look Now uit. Naast Killa bracht het album twee singles voort: Anything but You (te zien in de videogame Tiger Woods PGA Tour 07) en Don't Forget Me (te zien in seizoen twee van Grey's Anatomy). Andere nummers van het album zijn onder meer Melt (verschenen in The O.C. en de aflevering Bones of Contention van seizoen 2 voor de serie Numb3rs) en Just Like a Man (verschenen in seizoen 3, aflevering 8 van CSI: Miami). Sommige versies van het album hebben ook een tweede schijfje met een mix-cd als bonus.

### 2008–2010:We Love Machine
In 2008 droeg Way Out West het nummer Evelina bij aan het liefdadigheidsalbum voor Survival International, Songs for Survival. In 2009 keerde Way Out West als duo terug en verhuisde naar het label Hope Recordings, waarvan Nick Warren de A&R-manager was. Het vierde album We Love Machine werd uitgebracht op 5 oktober 2009. Het nummer Only Love met Jonathan Mendelsohn die zang uitvoerde (hun eerste samenwerking met een mannelijke zanger) was de eerste single van het album, uitgebracht op 31 augustus 2009, gevolgd door Future Perfect op 7 december. Het album werd uitgebracht bij Hope Recordings en Armada Music. In april 2010 bracht Deconstruction Records The Gift opnieuw uit samen met remixen van Logistics, Gui Boratto, Tek-One en Michael Woods. Way Out West nam zelf ook een nieuwe remix van de track op. Later dat jaar werd We Love Machine - The Remixes uitgebracht via Hope Recordings. De publicatie bevatte remixen van nummers van We Love Machine van producenten als Scuba, Henry Saiz, Jaytech en D. Ramirez.
In 2010 ging het duo tijdelijk uit elkaar om eigen muziek te produceren. Jody Wisternoff produceerde het album Trails we blaze. Warren bracht enkele singles uit. In 2017 kwam het duo met een nieuw album genaamd Tuesday Maybe. Vijf nummers van dat album zijn geremixt als chillout-versie, en uitgekomen op de ep Sunday Maybe.

### 2017-heden:Tuesday Maybe
In april 2017 kondigde Way Out West hun vijfde studioalbum Tuesday Maybe aan, met de publicatie van drie web-exclusieve singles: Oceans (met Liu Bei), The Call (met Doe Paoro) en Slam. Op het album staan ook hun singles Tuesday Maybe en Set My Mind uit 2016. Het album werd op 16 juni 2017 uitgebracht via Anjunadeep. In januari 2018 organiseerde Wisternoff een Reddit AMA en hintte op aankomend werk van Way Out West, waarbij hij beweerde dat hij en Nick samen aan nieuw materiaal werkten". Hij kondigde ook een toen aankomend remixalbum aan voor Tuesday Maybe. Op 2 februari 2018 werd het remixalbum Tuesday Maybe (Remixed) uitgebracht in digitale downloadwinkels. In 2018 kondigde Way Out West een vijf nummers tellende ep aan met chill-out remixen van nummers van Tuesday Maybe, getiteld Sunday Maybe. De publicatie van de ep werd ondersteund door de single Sunday Maybe op 3 april 2018 en werd op 20 april uitgebracht bij Anjunadeep.

## Liveoptredens
Ter ondersteuning van hun derde studioalbum Don't Look Now in 2003 en 2004, breidde het duo hun dj-act uit tot een volwaardig tourneecollectief dat speelde op festivals als het Glastonbury Festival in 2003 en 2004, Creamfields en The Glade. De groep ondersteunde Faithless tijdens hun Australische tournee in oktober 2004 en begon aan hun eigen tournee in de Verenigde Staten in mei en november 2004.
In september 2017 kondigde Way Out West een Britse concerttournee aan om de publicatie van Tuesday Maybe via hun sociale media te promoten. De toer begon in februari 2018 en eindigde in maart van hetzelfde jaar.

## Discografie

### Albums
- Way Out West (1997)
- Intensify (2001)
- Don't Look Now (2004)
- We Love Machine (2009)
- We Love Machine - The Remixes (2010)
- Tuesday Maybe (2017)
- Sunday Maybe (2018, ep)